# جامعة حلب في المناطق المحررة
جامعة حلب في المناطق المحررة هي مؤسسة تعليمية رسمية تأسست عام 2015، ومركزها شمال محافظة حلب. تضم الجامعة 16 كلية و7 معاهد، تتوزع كليات الطب البشري والصيدلة والعلوم الصحية في مدينة مارع وباقي الكليات والمعاهد في مدينة أعزاز.

## تاريخ الجامعة
| الاسم               | من عام      | إلى عام     |
| ------------------- | ----------- | ----------- |
| د.ياسين خليفة       | نوفمبر/2017 | ديسمبر/2020 |
| د.عبد العزيز الدغيم | ديسمبر/2020 | 2024        |
| د.أحمد البكار       | 2024        | الآن        |

## الكليات والمعاهد
- كلية الطب البشري (مارع)
- كلية طب الأسنان
- كلية الصيدلة (مارع)
- كلية العلوم الصحية (مارع)
- كلية الهندسة المعلوماتية
- كلية الهندسة المدنية
- كلية هندسة الميكاترونيك
- كلية الهندسة الزراعية
- كلية العلوم
- كلية الإعلام
- كلية التربية
- كلية الحقوق
- كلية الاقتصاد
- كلية العلوم السياسية
- كلية الشريعة
- كلية الآداب والعلوم الإنسانية
- المعهد التقاني الطبي
- المعهد التقاني للإعلام
- المعهد التقاني لإدارة الأعمال
- المعهد التقاني للحاسوب
- المعهد التقاني الهندسي
- المعهد التقاني الزراعي
- المعهد التقاني البيطري[2]

## مركز الدراسات والأبحاث
أعلنت الجامعة عن افتتاح مركز الدراسات والأبحاث يوم الثلاثاء في 2021/06/02م في مركز الجامعة بحضور شخصيات من مراكز دراسات وأبحاث ضمت مركز عمران ومركز ماري ومركز فكرة ومركز الدراسات في جامعة الشام، يعتبر مركز الدراسات والأبحاث في جامعة حلب في المناطق المحررة أهم مرجع علمي استشاري للباحثين وصناع القرار في مناطق المعارضة السورية، مهمته إجراء الدراسات والأبحاث والتقارير الدورية عن الشؤون السياسية والاقتصادية والاجتماعية والهندسية والطبية والثقافية للقضايا السورية وخاصة القضايا السورية الراهنة، وتعزيز البحث العلمي وفهم قضايا المجتمع السوري

## مجلة بحوث الجامعة
باشرت مجلة بحوث جامعة حلب في المناطق المحررة عملها حاصلةً على الرقم التسلسلي الدولي المعياري ISSN: 2957-8108، ولاحقًا بدأت الجامعة بفهرسة مجلة البحوث في قواعد بيانات المجلات والدوريات العلمية، ومنها:
- قاعدة بيانات Research Bib[4]
- قاعدة بيانات ESJI[5]
- قاعدة بيانات ISI[6]
- قاعدة بيانات Cite Factor[7]
- معامل التأثير العربي ADOI[8]

## المرافق

### مسجد ومكتبة الجامعة
افتتحت الجامعة في بداية شباط/2022م مسجد مكوّن من طابقين، يضم الطابق الأول مكتبة تحوي آلاف الكتب تشمل مختلف الاختصاصات الجامعية، وقاعة للمطالعة، ومصلّى للطالبات، في حين يتكون الطابق الثاني من مسجد الجامعة، وذلك بمساحة 440م².

### العيادات السنية
افتتحت جامعة حلب في المناطق المحررة في 26 يونيو 2022 العيادات السنية لتدريب طلاب كلية طب الأسنان، وتقدم العيادات خدمة العلاج المجاني للمواطنين في منطقة أعزاز.

## اتفاقيات تعاون
- اتفاقية تعاون مع جامعة ماردين التركية تسمح لطلاب جامعة حلب في المناطق المحررة بالاستكمال في جامعة ماردين، بالإضافة إلى تبادل الخبرات العلمية وإقامة الندوات وورشات عمل بين الجامعتين ونشر البحوث.[12]
- اتفاقية تعاون مع جامعة كوتاهيا دوملوبينار التركية تنص على تبادل الخبرات العلمية وتمكين طلاب جامعة حلب في المناطق المحررة من استخدام مختبرات جامعة كوتاهية لأغراض البحث العلمي إضافة لقبول الطالب الأول من كل تخصص في مرحلة الدراسات العليا في جامعة كوتاهيا.[13]

## التصنيف العالمي
تصنيف جامعة حلب في المناطق المحررة حسب ترتيب ويبوميتركس لجامعات العالم.
| التصنيف العالمي | التصنيف القاري | رتبة الدولة | تأثير | الانفتاح | تفوق |
| --------------- | -------------- | ----------- | ----- | -------- | ---- |
| 31034           | 1256           | 41          | 31034 | 6492     | 6650 |